# Eddie Bentz
Edward Wilhelm Bentz  (2 juin 1894 – 31 octobre 1979) était un braqueur de banque américain et un hors-la-loi de l'époque de la Grande Dépression. Il a été associé à plusieurs ennemis publics de premier plan au cours de sa carrière criminelle, notamment Harvey Bailey, Albert Bates, George "Machine Gun" Kelly et Baby Face Nelson. Il a finalement été capturé par le FBI et condamné à être emprisonné à Alcatraz.

## Biographie
On sait peu de choses sur sa jeunesse ; cependant, la plupart des récits s'accordent sur le fait qu'Eddie Bentz est né à Pipestone, dans le Minnesota le 2 juin 1894. Son père aurait été tué par un cheval en fuite alors qu'il était enfant et sa famille a ensuite déménagé à Tacoma, dans l'état de Washington. Bentz a passé une grande partie de sa jeunesse dans des maisons de correction pour des cambriolages et a ensuite commencé à forcer des coffres-forts et à commettre des vols à main armée au début de la vingtaine. Selon l'historien du crime William Helmer, Bentz a participé à plus de 150 vols à travers les États-Unis « sans jamais être nommé ni inculpé » ; cependant, Helmer n'a jamais fourni de preuves vérifiables pour ses affirmations. Bentz a connu un énorme succès en tant que braqueur de banque, planifiant méticuleusement chacun de ses exploits et prévoyant soigneusement ses voies de repli. Il a vécu un style de vie extravagant, collectionnant des livres et des pièces de monnaie rares.

### Carrière criminelle
Lui et Harvey Bailey étaient les principaux suspects du célèbre vol de banque de 2 870 000 $ à Lincoln, dans le Nebraska, le 17 septembre 1930, bien qu'aucun d'eux n'ait jamais été inculpé pour ce vol. En 1932, il commença à faire équipe avec Albert Bates et George "Machine Gun" Kelly, braquant une banque à Ponder, au Texas, le 31 juillet et une autre à Colfax, dans l'état de Washington, le 21 septembre, emportant 70 000 $ en espèces et en obligations. Les vols ont été attribués, à tort, à Bonnie et Clyde ou à Pretty Boy Floyd.
Huit jours après le vol de Colfax, Bentz et plusieurs complices non identifiés ont attaqué une autre banque à Holland, dans le Michigan. Bentz est entré en semi-retraite après ce « travail », et vivait à Long Beach, dans l'Indiana, lorsqu'il a été approché en 1933 par George "Baby Face" Nelson pour se joindre à lui et à sa bande, afin de planifier le braquage d'une banque à Grand Haven, dans le Michigan. Bentz accepta, mais le chauffeur qui devait leur permettre de quitter les lieux s'enfuit seul le jour du vol, laissant Bentz, Nelson et les autres derrière lui. L'un des voleurs, Eddie Doyle, a été arrêté, tandis que les autres ont réussi à s'échapper dans une deuxième voiture qui les attendaient, avec 30 000 $. John Dillinger a été souvent désigné comme l'un des participants; cependant, des preuves historiques indiquent qu'il était impliqué de son côté dans des braquages de banques dans l'Indiana et l'Ohio au moment du vol.
Bien que le gouvernement fédéral ait placé la plupart des braquages de banque sous juridiction fédérale, ce qui conduisit le FBI à traquer de nombreux hors-la-loi de l'époque de la Grande Dépression, Bentz est longtemps resté un fugitif. Le 4 juillet 1934, lui et plusieurs complices non identifiés ont braqué une banque à Danville, dans le Vermont, mais n'en ont tiré que 8 500 $. On ne sait pas si c'était le dernier vol auquel Bentz a participé, mais il n'a été identifié dans aucun autre braquage après celui-ci.

### Arrestation et condamnation
Bentz a finalement été retrouvé à une adresse à Brooklyn, New York et arrêté par des agents fédéraux le 13 mars 1936, le trouvant caché dans un monte-plats. Placé en garde à vue, il refuse de nommer ses complices du braquage de Danville et est condamné à 20 ans de prison. Au moment de sa condamnation, Bentz a demandé à être envoyé à Alcatraz, déclarant apparemment au juge que « tous mes amis sont là ». Il a finalement été libéré sur parole d'Alcatraz en 1948 et est retourné dans sa ville natale de Tacoma où il est décédé d'une crise cardiaque le 31 octobre 1979.

## Ouvrages cités et lectures complémentaires
- William B. Breuer, J. Edgar Hoover and His G-men, Connecticut, Praeger Publishing, 1995 (ISBN 978-0-275-94990-7)
- Michael Newton, The Encyclopedia of Robberies, Heists, and Capers, New York, Facts On File Inc., 2002 (ISBN 0-816-04488-0)
- Robert Underhill, Criminals and Folk Heroes, New York City, Algora Publishing, 2015 (ISBN 978-1-628-94140-1)